# Grevillea oxyantha
Grevillea oxyantha är en tvåhjärtbladig växtart. Grevillea oxyantha ingår i släktet Grevillea och familjen Proteaceae.

## Underarter
Arten delas in i följande underarter:
- G. o. ecarinata
- G. o. oxyantha